# Tasiocera dicksoniae
Tasiocera dicksoniae är en tvåvingeart som beskrevs av Alexander 1931. Tasiocera dicksoniae ingår i släktet Tasiocera och familjen småharkrankar. Inga underarter finns listade i Catalogue of Life.